# 阿达德-舒马-乌苏尔
阿达德—舒马—乌苏尔（约公元前1216年—约公元前1187年在位）（英語：Adad-shuma-usur）巴比伦第三王朝国王，为加喜特人后裔。其前任国王阿达德—舒马—伊丁那被推翻后，他成为巴比伦国王，他是后来巴比伦史诗中的一个人物。